# Świna (Ukraina)
Świna (ukr. Свиня Swynia) – rzeka na Ukrainie, w rejonie żółkiewskim i częściowo sokalskim w obwodzie lwowskim.
Świna uchodzi do Raty w dorzeczu Wisły.